# صفصاف (استان مستغانم)
صفصاف (به عربی: الصفصاف) یک شهرداری در الجزایر است که در ناحیه بوقیرات واقع شده‌است.
 صفصاف  ۱۲٬۴۹۲ نفر جمعیت دارد.